# Lobophyllia
Lobophyllia is een geslacht van rifkoralen uit de familie Lobophylliidae.

## Soorten
- Lobophyllia agaricia (Milne-Edwards & Haime, 1849)
- Lobophyllia corymbosa (Forskål, 1775)
- Lobophyllia costata (Dana, 1846)
- Lobophyllia dentata Veron, 2000
- Lobophyllia diminuta Veron, 1985
- Lobophyllia erythraea (Klunzinger, 1879)
- Lobophyllia flabelliformis Veron, 2000
- Lobophyllia grandis Latypov, 2006
- Lobophyllia hassi (Pillai & Scheer, 1976)
- Lobophyllia hataii Yabe & Sugiyama, 1936
- Lobophyllia hemprichii (Ehrenberg, 1834)
- Lobophyllia ishigakiensis (Veron, 1990)
- Lobophyllia radians (Milne-Edwards & Haime, 1849)
- Lobophyllia recta (Dana, 1846)
- Lobophyllia robusta Yabe & Sugiyama, 1936
- Lobophyllia rowleyensis (Veron, 1985)
- Lobophyllia serrata Veron, 2000
- Lobophyllia sinuosa (Quoy & Gaimard, 1833)
- Lobophyllia valenciennesii (Milne-Edwards & Haime, 1849)
- Lobophyllia vitiensis (Brüggemann, 1877)

## Synoniemen
- Symphyllia Milne-Edwards & Haime, 1848
- Palauphyllia Yabe, Sugiyama & Eguchi, 1936
- Parascolymia Wells, 1964
- Australomussa Veron, 1985

## Nomina dubia
- Symphyllia simplex Crossland, 1848, nomen dubium
- Symphyllia subtilis Rehberg, 1892, nomen dubium
- Lobophyllia wellsi Ma, 1959, nomen dubium